# هاگزویل، میسوری
هاگزویل (به انگلیسی: Hughesville) یک روستا (ایالات متحده آمریکا) در ایالات متحده آمریکا است که در شهرستان پتیس، میزوری واقع شده‌است.
 هاگزویل ۰٫۳۰ کیلومتر مربع مساحت و ۱۸۳ نفر جمعیت دارد و ۲۵۰ متر بالاتر از سطح دریا واقع شده‌است.